# Mathías Rodríguez
Mathías Fernando Rodríguez Laites (Rosario, 20 giugno 1997) è un calciatore uruguaiano, difensore del Miramar Misiones.

## Carriera
Nella stagione 2015-2016 ha giocato 4 partite nella UEFA Youth League col Real Madrid.
Ha esordito in nella massima serie del campionato uruguaiano con il Peñarol, nella stagione 2016.